# Micigliano
Micigliano là một đô thị ở tỉnh Rieti trong vùng Latium, có khoảng cách khoảng 80 km về phía đông bắc của Roma và cách khoảng 15 km về phía đông bắc của Rieti. Tại thời điểm ngày 31 tháng 12 năm 2004, đô thị này có dân số 146 người và diện tích là 37,8 km².
Micigliano giáp các đô thị: Antrodoco, Borbona, Borgo Velino, Cantalice, Castel Sant'Angelo, Cittaducale, Leonessa, Posta, Rieti.